# Eric Fellner
Eric Fellner, född 10 oktober 1959, är en brittisk filmproducent. Han har producerat många filmer tillsammans med Tim Bevan.
Fellner har bland annat varit medproducent till filmen Hot Fuzz (2007).

## Filmografi (i urval)

### Producent
- 1986 – Sid & Nancy
- 1988 – Pascalis ö
- 1990 – Dolda fakta
- 1991 – Liebestraum
- 1991 – Year of the Gun
- 1992 – Frankie's House
- 1995 – Moonlight & Valentino
- 1995 – French Kiss
- 1996 – Fargo
- 1997 – Bean – den totala katastroffilmen
- 1997 – Lånarna
- 1997 – The MatchMaker
- 1998 – Elizabeth
- 1998 – The Hi-Lo Country
- 2000 – High Fidelity
- 2001 – Bridget Jones dagbok
- 2001 – Kapten Corellis mandolin
- 2002 – 40 Days and 40 Nights
- 2002 – Om en pojke
- 2002 – Ali G Indahouse
- 2002 – The Guru
- 2003 – Johnny English
- 2003 – Love Actually
- 2004 – På spaning med Bridget Jones
- 2004 – Tolken
- 2004 – Thunderbirds
- 2004 – Wimbledon
- 2005 – Nanny McPhee
- 2005 – Stolthet & fördom
- 2006 – United 93
- 2006 – Catch A Fire
- 2007 – Smokin' Aces
- 2007 – Hot Fuzz
- 2007 – Mr Beans semester
- 2007 – Försoning
- 2007 – Elizabeth: The Golden Age
- 2008 – Definitely, Maybe
- 2008 – Wild Child
- 2008 – Frost/Nixon
- 2009 – State of Play
- 2010 – Green Zone
- 2010 – Nanny McPhee och den magiska skrällen
- 2011 – Tinker, Tailor, Soldier, Spy
- 2011 – Johnny English Reborn
- 2012 – Contraband
- 2012 – Les Misérables
- 2012 – Anna Karenina
- 2013 – Rush
- 2014 – The Theory of Everything
- 2016 – Bridget Jones's Baby
- 2017 – Baby Driver
- 2020 – Emma
- 2025 – Bridget Jones: Mad About the Boy

### Verkställande producent
- 1994 – Fyra bröllop och en begravning
- 1995 – Panther
- 1996 – Loch Ness
- 1998 – The Big Lebowski
- 2000 – O Brother, Where Art Thou?
- 2000 – The Man Who Cried
- 2001 – The Man Who Wasn't There
- 2002 – My Little Eye
- 2003 – Ned Kelly
- 2003 – The Italian Job
- 2003 – Tretton
- 2008 – Burn After Reading